# Den forvandlede Don Juan
Den forvandlede Don Juan er en dansk stumfilm fra 1920, der er instrueret af Lau Lauritzen Sr. efter manuskript af Helen Gammeltoft.
Den angivne premieredato 19. februar 1920 er ikke nøjagtig, men det fremgår af en avisnotits i Berlingske Tidende den dag, at filmen opføres i 'denne uge'.

## Handling
Denne artikel mangler et handlingsreferat. Hjælp os med at skrive det.

## Medvirkende
- Frederik Buch - Grosserer Tusserup
- Agnes Seemann - Nina, grossererens kone
- Rasmus Christiansen - Garibaldi Hansen